# Krødsherad
Krødsherad és un municipi situat al comtat de Buskerud, Noruega. Té 2.275 habitants (2016) i té una superfície de 375 km². El centre administratiu del municipi és el poble de Noresund.
El municipi es troba al districte de Hallingdal, i limita amb els municipis de Ringerike, Flå, Sigdal i Modum. El municipi es troba a 10 milles escandinaves d'Oslo (uns 150 km). La població és dispersa, amb una mica de concentració al voltant de dos centres principals del municipi: Noresund al costat est del llac Krøderen i Krøderen a l'extrem sud del llac Krøderen.